# Haplogrupo L6 (ADNmt)
El Haplogrupo L6 es un pequeño haplogrupo mitocondrial del África Nororiental, es descendiente del haplogrupo L3'4'6 y su antigüedad es de 80.000 a 100.000 años. 
Está definido por las mutaciones 146, 152, 185C, 709, 770, 961, 1461, 4964, 5267, 6002, 6284, 9332, 10978, 11116, 11743, 12771, 13710, 14791, 14959, 15244, 15289, 15499, 16048 y 16224.

## Distribución
L6 se encuentra en Sudán y Etiopía. Sin embargo es más importante en el Yemen, donde suele ser el haplogrupo más frecuente llegando a tener 12%. Son sus subclados:
- L6
  - L6a: Principalmente en Yemen. También en Etiopía y Egipto.
  - L6b: En Etiopía[3] En judíos etíopes y yemeníes.